# 180년대
180년대는 180년부터 189년까지를 가리킨다.